# Léo-Paul Lauzon
Pour les articles homonymes, voir Lauzon.
Léo-Paul Lauzon (né le 27 novembre 1946 à Montréal) est un professeur et homme politique québécois.

## Biographie
Il a vécu son enfance dans le quartier défavorisé du Centre-Sud de Montréal, autrefois nommé le « Faubourg à mélasse ». Il est le deuxième d'une famille de trois enfants, d'où il est le seul garçon, et la situation de pauvreté dans laquelle il a vécu l'a amené à décrier les inégalités socio-économiques. 
Lauzon a reçu un MBA au HEC Montréal et un doctorat en gestion à l'université de Grenoble. Il était le premier au Québec et le troisième au Canada dans l'examen des comptables agréés. Lauzon est aussi un comptable en management accrédité, le premier au Canada lors de son évaluation.
Il est professeur de comptabilité à l'école des sciences de la gestion de l'université du Québec à Montréal depuis qu'il a fini ses études en 1973. Il a fondé la chaire d'études socio-économiques de l'UQAM en 1996. Son parcours lui a valu d'être comparé à Michel Chartrand, duquel il se dit le fils spirituel.
Il a tenu un blogue hébergé par Le Journal de Montréal.

### Politique
Lors de l'élection fédérale canadienne de 2006, il est candidat néo-démocrate dans la circonscription d'Outremont. Il déclare s'être lancé en politique dans le but de s'attaquer aux inégalités. Lauzon a demandé que le Canada nationalise les compagnies pétrolières et il a affirmé sur la CBC que le Venezuela de Hugo Chávez était un « bon exemple ». Il est également en faveur de l'accord de Kyoto. Il n'est pas élu avec 17,20 % des votes.